# Gonzalo Vega (attore)
Gonzalo Agustín Vega González (Città del Messico, 29 novembre 1946 – Città del Messico, 10 ottobre 2016) è stato un attore messicano.

## Biografia
Iniziò la sua carriera di attore nel 1968, a teatro, nella commedia La ronda de la hechizada , scritta da Hugo Argüelles. Nel 1969 esordì al cinema in due lungometraggi: Los recuerdos del porvenir e Las pirañas aman en cuaresma. Nel 1986 recitò, al fianco di Diana Bracho, nella telenovela La tana dei lupi per la quale vinse il TVyNovelas Award come miglior attore protagonista. Morì nel 2016, dopo una lunga malattia.

## Filmografia parziale

### Cinema
- Los recuerdos del porvenir (1969)
- Las pirañas aman en cuaresma (1969)
- Rosario (1971)
- Survival Run (1979)
- El color de nuestra piel (1981)
- Nocaut (1984)
- Tiempo de lobos (1985)
- La mestiza (1991)
- Una maestra con ángel (1994)
- La tregua, regia di Alfonso Rosas Priego hijo (2003)
- Nosotros los Nobles, regia di Gary Alazraki (2013)

### Televisione
- Tengo todo excepto a ti (2008)
- La heredera (2004)
- Uroboros (2001)
- La vida en el espejo (1999)
- Ali del Destino (Alondra) (1995) - Bruno Leblanc
- Tenías que ser tú (1992-1993)
- Anima persa (En carne propia) (1990-1991) - Octavio Muriel
- Las grandes aguas (1989)
- La tana dei lupi - Cuna de lobos (1986-1987) - Jose Carlo Lario/Pierluigi Lario
- Muchachita (1985-1986)
- Venti Ribelli (La traición) (1984-1985) - Franco Visconti
- Mañana es primavera (1982-1983)
- Toda una vida (1981-1982)
- La divina Sarah (1980)
- Cumbres Borrascosas (1979)
- Pecado de amor (1978-1979)
- Donde termina el camino (1978)
- Sublime redención (1971)